# Obârșia-Cloșani
Obârșia-Cloșani é uma comuna romena localizada no distrito de Mehedinți, na região de Oltênia. A comuna possui uma área de  km² e sua população era de 1141 habitantes segundo o censo de 2007.